# Romunski Atenej
Romunski Atenej (romunsko Ateneul Român) je koncertna dvorana v središču Bukarešte v Romuniji in znamenitost glavnega mesta. Odprta je bila leta 1888. Je bogato okrašena, okrogla stavba, glavna koncertna dvorana mesta in sedež filharmonije Georgeja Enescuja in letnega mednarodnega glasbenega festivala Georgeja Enescuja.

## Zgodovina
Leta 1865 so kulturne in znanstvene osebnosti, kot so Constantin Esarcu, V. A. Urechia in Nicolae Crețulescu, ustanovile kulturno romunsko društvo Atenej. Stavba v Bukarešti je posvečena umetnosti in znanosti.
Zgradbo je zasnoval francoski arhitekt Albert Galleron. Zgrajena je bila na nepremičnini, ki je pripadala družini Văcărescu in je bila odprta leta 1888, čeprav se je delo nadaljevalo do leta 1897. Del gradbenih sredstev je bilo pridobljenih z javno naročnino v 28-ih letih, na katero še danes spominja slogan: »Donirajte en lev za Ateneu!« 
29. decembra 1919 je bila v Ateneju konferenca vodilnih Romunov, ki so glasovali za ratifikacijo združitve Besarabije, Transilvanije in Bukovine z Romunskim starim kraljestvom, da bi sestavljali Veliko Romunijo.
Obsežna rekonstrukcijska in restavratorska dela sta leta 1992 izvedla romunsko gradbeno podjetje in restavratorski slikar Silviu Petrescu, ki je rešil zgradbo pred propadom. Vlada in Razvojna banka Sveta Evrope sta v enakih deležih prispevali 9 milijonov evrov. 

## Opis
Celoten slog je neoklasicističen z nekaterimi bolj romantičnimi poudarki. Pred stavbo je majhen park in kip romunskega pesnika Mihaila Eminescuja.
V pritličju je razkošna konferenčna dvorana, ki je tako velika kot gledališče, s 600 sedeži v parterju in še 52 sedeži v ložah.
75 m² velika in 3 m široka freska Costina Petrescuja krasi notranjost krožne stene koncertne dvorane. Izdelana je v tehniki al fresco (na sveže), prikazuje najpomembnejše trenutke romunske zgodovine, od osvajanja Dakije rimskega cesarja Trajana do Velike Romunije leta 1918.
Prepoznana kot simbol romunske kulture je bila stavba leta 2007 vpisana na seznam znamenitosti mest evropske dediščine. 

## Galerija
- Medalja iz leta 1905 ob praznovanju 40-letnice ustanovitve društva Atenej